# Aeritalia
Aeritalia a été une société italienne de construction aéronautique existant de 1969 à 1990.
En 1969, la société Aerfer ainsi que le département aviation de Fiat, Fiat Aviazione fusionnent pour former Aeritalia.
La société fut pendant de nombreuses années la plus importante entreprise italienne dans le domaine de l'aérospatiale et a été engagée dans la conception et la construction d'avions civils et militaires, d'avions sans pilote, de moteurs d'avion, de systèmes électroniques, de satellites et d'autres projets destinés à l'exploration spatial.
En 1990, la maison-mère Finmeccanica décide de fusionner Aeritalia avec Selenia, créant la société Alenia.

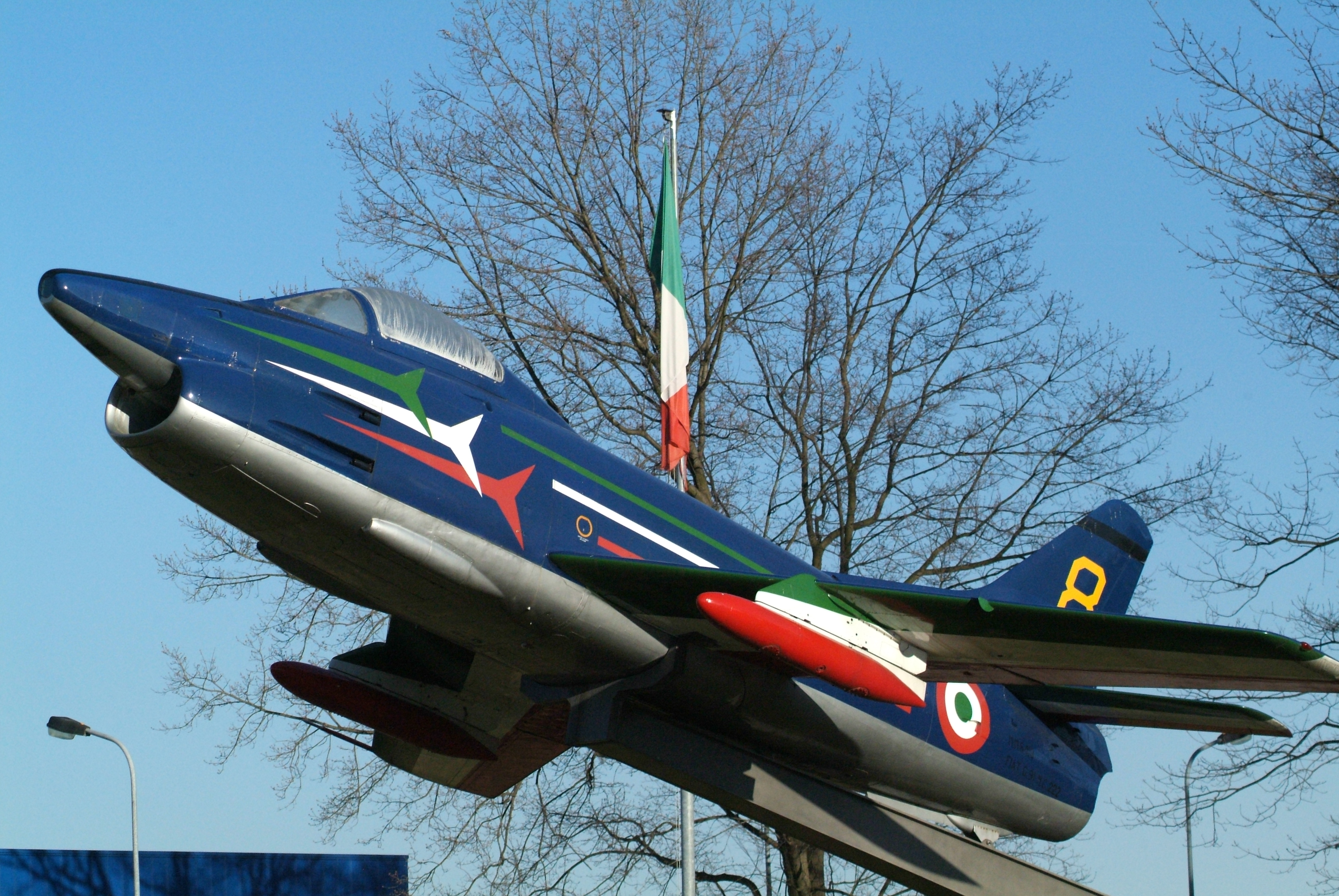
Aeritalia G-91R
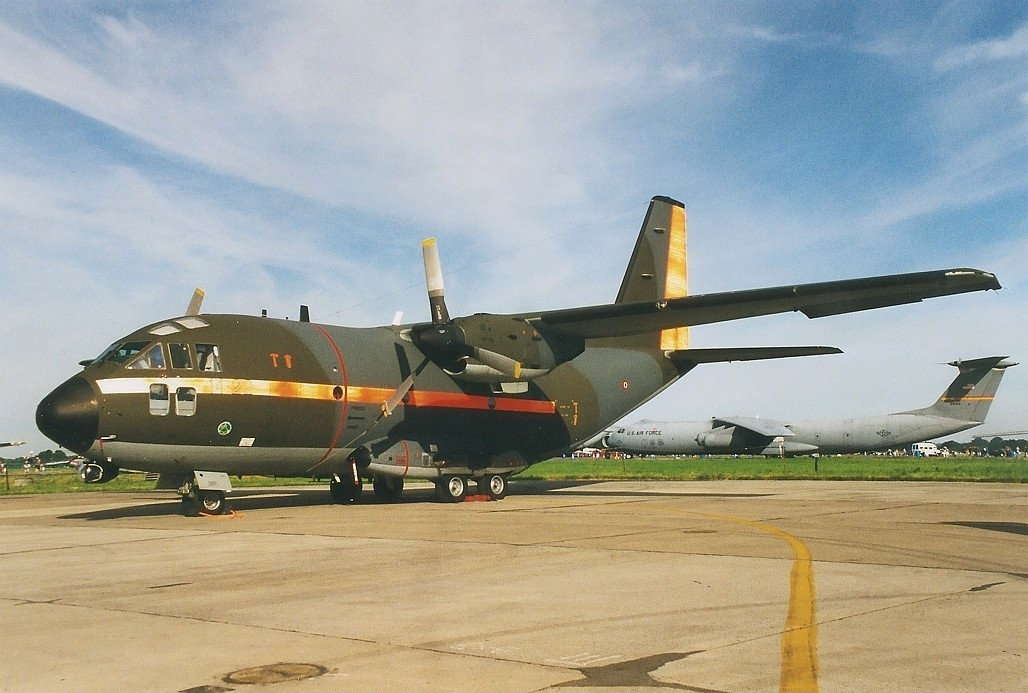
G222 RM
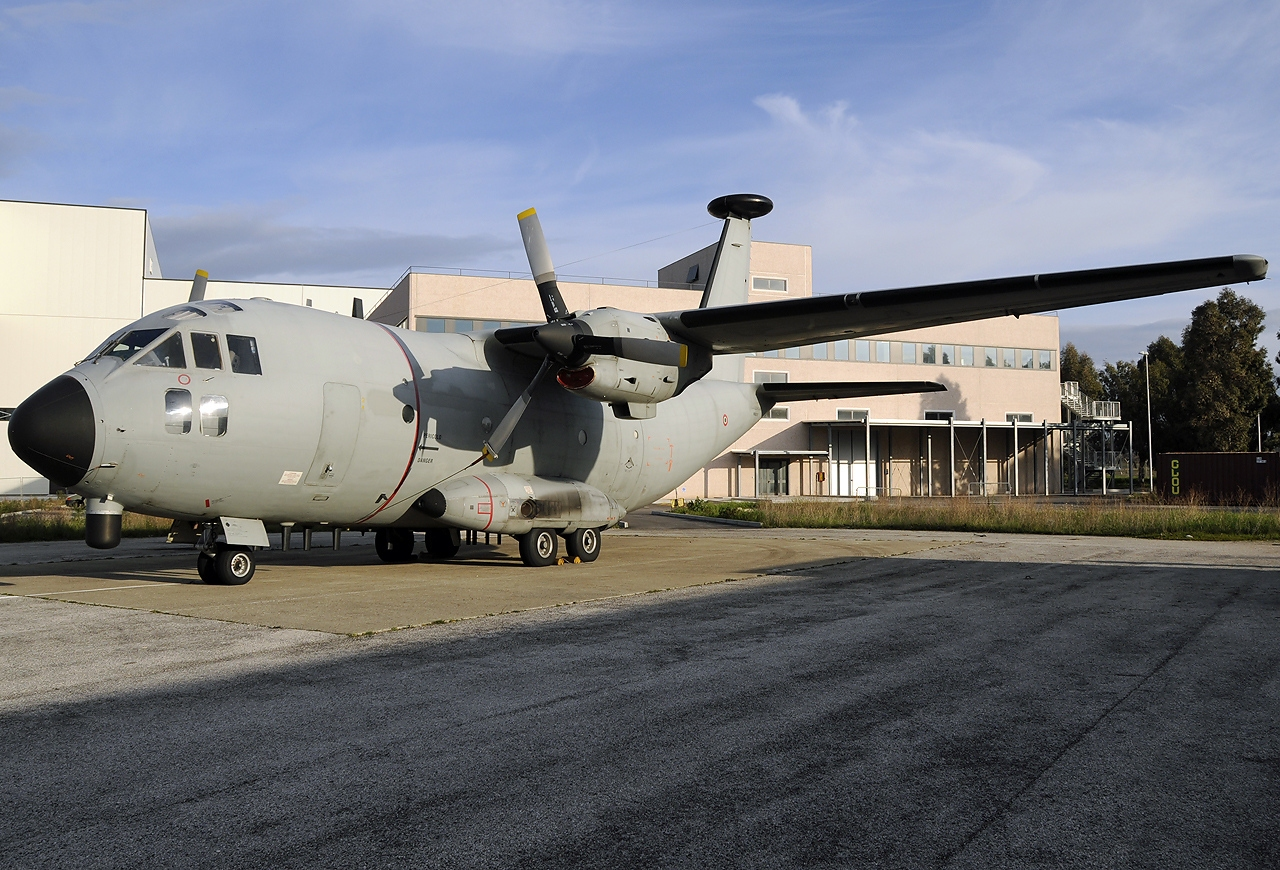
G222 VS
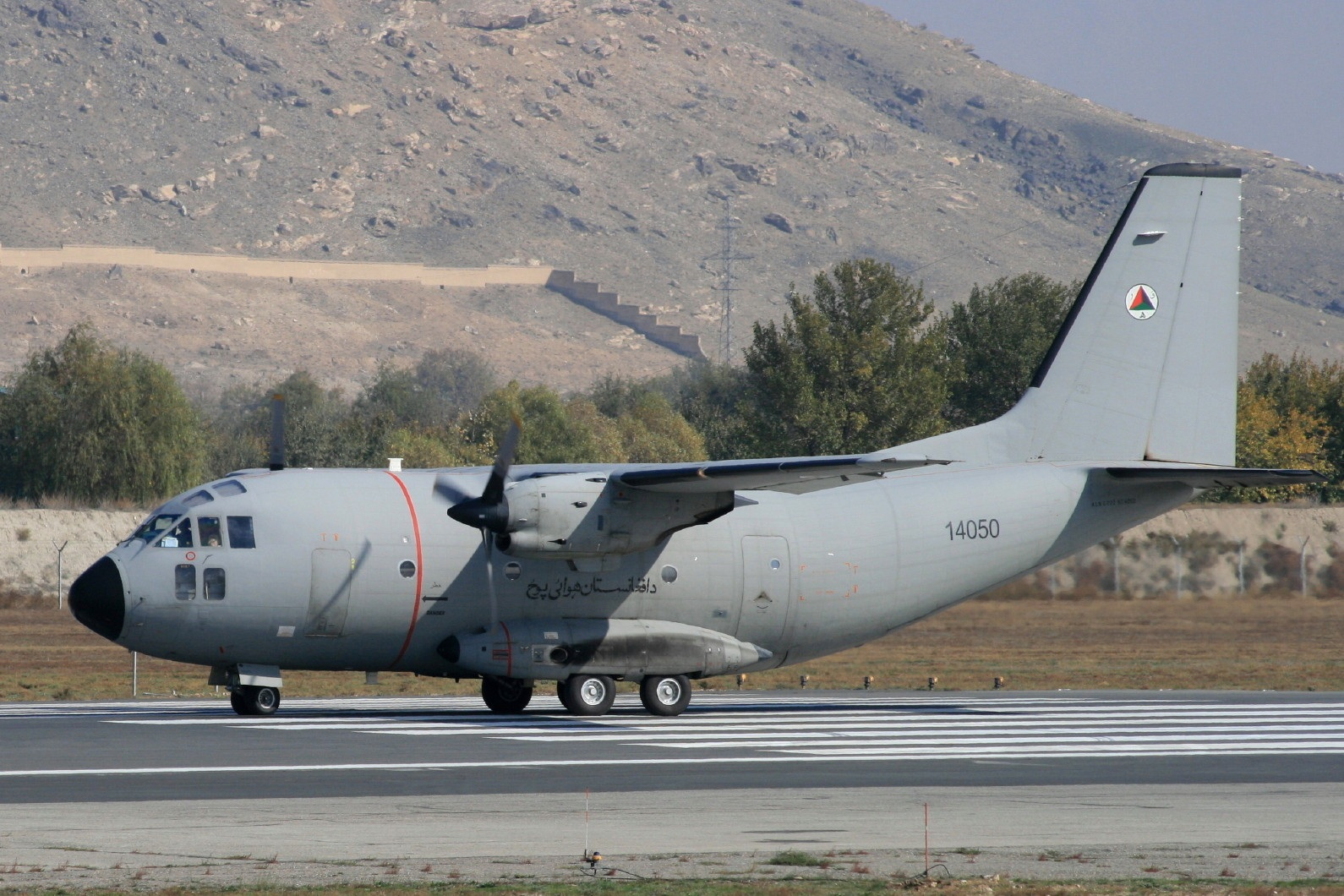
Alenia C-27A Spartan
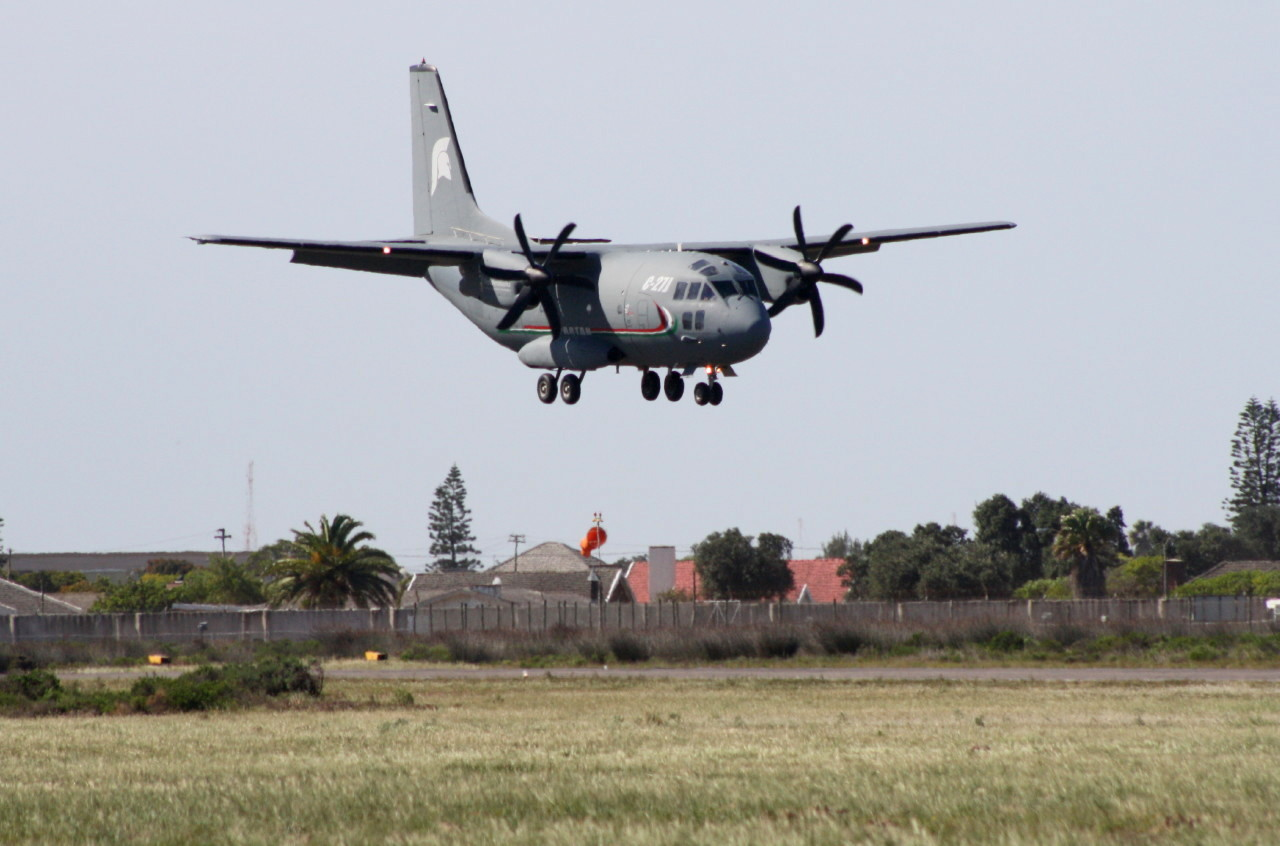
C-27J
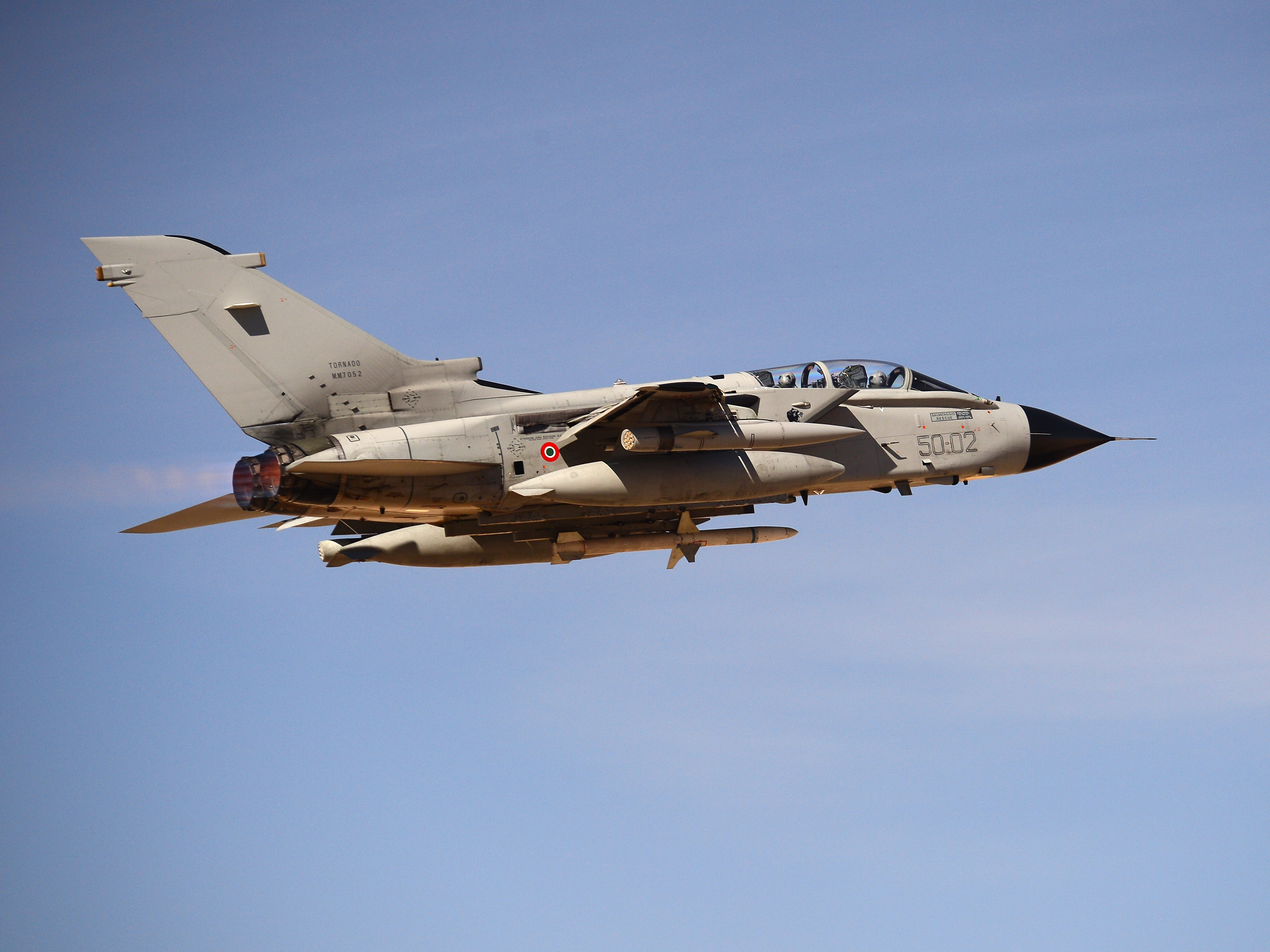
Tornado ECR
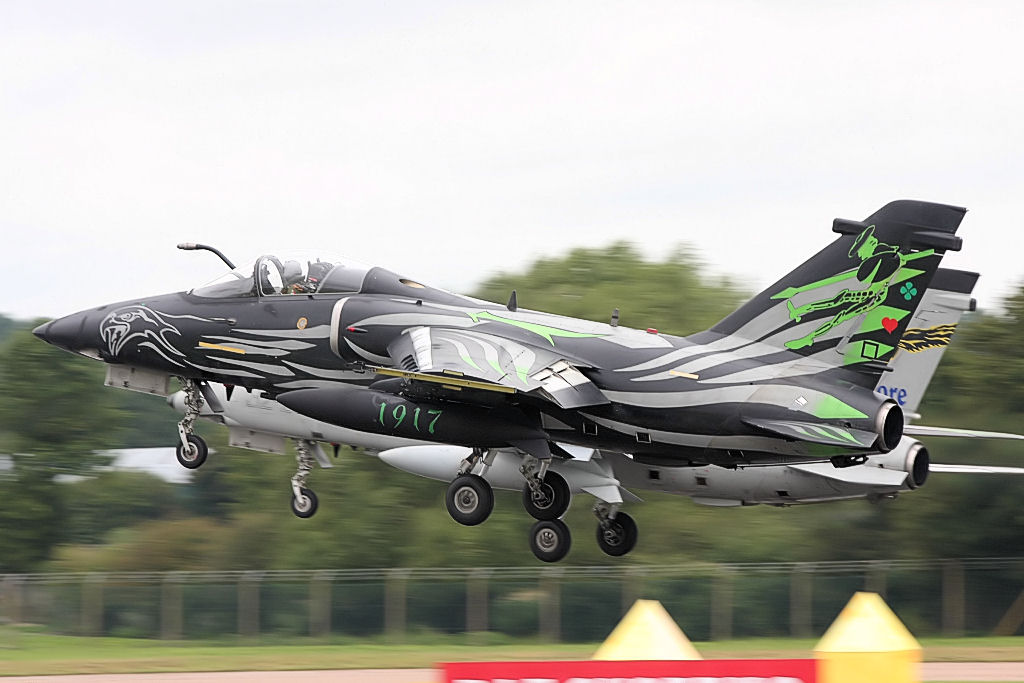
AMX